# Administration av litterära rättigheter i Sverige
Administration av litterära rättigheter i Sverige (ALIS), är en förening som bevakar upphovsrätten till litterära verk, på samma sätt som STIM gör för musik. För detta syfte har ALIS upprättat ett register över svenska upphovspersoner och deras arvingar.
ALIS grundades 1995 av Svenska Journalistförbundet, Dramatikerförbundet, Sveriges Författarförbund och Sveriges Läromedelsförfattares Förbund.
ALIS träffar avtal och inkasserar ersättning för användning av upphovspersonernas verk. Föreningen kan teckna avtal och utfärda tillstånd för ett flertal litterära upphovspersoner.
ALIS delar även ut ALIS-priset, även kallat Upphovsrättens hjälte.

## Källhänvisningar
1. ↑  Jan Malmborg. "Googles projekt är här" Dagens Nyheter:s webbplats den 5 februari 2009. Läst 5 februari 2009.